# El Guayabo
La población de El Guayabo o Heriberto Valdez Romero  está localizada en el municipio de Ahome, Sinaloa. Dicha población se encuentra a 25 km al norte de la ciudad de Los Mochis, a 4 km al norte de Ahome, a 18 km al este de Higuera de Zaragoza, y a 11 km al este de San Miguel Zapotitlán. Actualmente es sede de su sindicatura homónima. El Guayabo fue fundado el  1 de mayo de 1937. En el censo 2010 del INEGI tenía una población total de 2,065 habitantes.

## Historia[8]
Orígenes
Enormes guayabales nacidos por obra de la naturaleza, mismas que por causas del destino casi han desaparecido, pero que dejan huella en la memoria de los lugareños, son la causa de haber bautizado a la comunidad fundada en 1900 como "El Guayabo". Las partes bajas del río fuerte alojaron a las primeras 50 familias, todas humildes, quienes habitaban en rústicos toldos o chozas de barro.
Según documentos históricos resguardados en la Biblioteca Pública Local, con el paso del tiempo El Guayabo se convirtió en una de las comunidades económicamente activas más importantes del Municipio de Ahome, con la agricultura como principal actividad económica y con el funcionamiento de tres panocherías denominadas: "La piedra bola", "Los Ángeles" y "La providencia".
Se reconoce como Ejido "El Guayabo"
Fue hasta el 1 de mayo de 1937 cuando la comunidad fue reconocida como Ejido con la primera comisaría, a cargo del primer comisario Ejidal y fundador, el Señor Catarino Armendáriz Moreno, quien encabezó y presentó a los primeros ejidatarios con la dotación de tierras. Sin embargo, fue hasta 1940 se llevó a cabo el reparto agrario con 8 hectáreas a cada uno de los 77 ejidatarios beneficiarios.
La mejor época de El Guayabo fue con la agricultura, cuando funcionaban las compañías tomateras americanas Marco, Stern y Tribolet, mismas que aportaron innumerables fuentes de empleo para los lugareños. Posteriormente, hubo tiempos malos, con el desplome de los precios del tomate y la creciente del Río Fuerte, en diciembre de 1959, lo que obligó a los industriales a cerrar sus empresas. Actualmente, los ejidatarios se han dedicado de lleno a la agricultura aprovechando la cercanía del cauce del Río Fuerte, quienes siembran sorgo, tomate, chile, maíz y frijol.
Creación de una nueva Sindicatura Municipal
Por decreto del H. Congreso del Estado de Sinaloa, el febrero de 1945 fue decretada la cabecera de la nueva Sindicatura Municipal; primero en la hacienda de Cachoana, siendo en ese tiempo el pueblo más grande y el primer Síndico Municipal fue el C. Juan Gudiño. No obstante, fue hasta el 1 de mayo de 1957, que se trasladó sus oficinas centrales a la Localidad de El Guayabo, representada por el Síndico Municipal, el C. Amadeo Valdez, donde permanece actualmente.
El Ingeniero Heriberto Valdez Romero
En honor al Ingeniero Heriberto Valdez Romero que proyectó e inició  la construcción de la Presa Miguel Hidalgo y Costilla y los canales Sicae y Cahuinahua, siendo estas obras de gran importancia para la región, se puso su nombre a la Sindicatura el 1 de mayo de 1958, llamándose desde esa fecha "Sindicatura Heriberto Valdez Romero".
El Ingeniero Heriberto Valdez Romero, quien participó en los estudios previos a la construcción de la Presa Miguel Hidalgo, siendo el responsable de iniciar la obra, pero que no pudo terminarla porque murió en esa región, víctima del desprendimiento de unas rocas del Cerro de Camayeca en las inmediaciones del canal Cahuinahua, cuando inspeccionaba dicha obra hidráulica. "Cuando él inspeccionaba el canal Cahuinahua se derrumbó una parte del cerro de Camayeca y por tratar de salvar del peligro a unos niños, desafortunadamente le tocó a él ser sepultado por las rocas a finales de 1953 pero sobrevivió y después de haber sido sometido a varias operaciones murió el 24 de agosto de 1955.
El Ingeniero Valdez Romero fue reconocido por su lucha en el mejoramiento del nivel de vida de los habitantes de todo el Norte de Sinaloa, así como por su colaboración en la construcción de canales de irrigación que benefician especialmente a ejidatarios y pequeños propietarios, ganándose el cariño y simpatía de la población de ese tiempo.

## Política[9][7]
En Sinaloa, los municipios se dividen en entidades menores llamadas sindicaturas, y éstas en comisarías. En el caso de las sindicaturas, está bajo la responsabilidad de un síndico (si el dirigente es hombre, se le llama síndico, y si es mujer, síndica), cargo de elección popular quien es el representante del Presidente Municipal en dicha localidad, y suele en fiscalizar el funcionamiento de dicha localidad con el fin de proteger los intereses de sus representantes. En el caso de las comisarías, si el dirigente es hombre, se le llama comisario, y si es mujer, comisaria.
Las sindicaturas que conforman el municipio de Ahome son:
- Sindicatura de Higuera de Zaragoza.
- Sindicatura de Ahome.
- Sindicatura de Heriberto Valdez Romero (El Guayabo).
- Sindicatura de Gustavo Díaz Ordaz (El Carrizo).
- Sindicatura de San Miguel Zapotitlán.
- Sindicatura de Topolobampo.
- Sindicatura de Central Mochis.

La sindicatura de Heriberto Valdez Romero (El Guayabo), colinda al norte de sinaloa, con las siguientes sindicaturas: al oeste con Higuera de Zaragoza, al este con San Miguel Zapotitlán, y al sur con la Villa de Ahome.

## Geografía
Está ubicada en el norte del estado de Sinaloa, a 25 km al norte de Los Mochis, a 4 km al norte de Ahome, a 18 km al este de Higuera de Zaragoza, a 11 km al oeste de San Miguel Zapotitlán.
Las coordenadas son 25°56'25 latitud norte y 109°08'16 longitud oeste. Con una altitud sobre el nivel del mar de 10 metros.

## Demografía y Política
La Sindicatura de Heriberto Valdez Romero está compuesta por las siguientes comunidades:
- Cachoana
- Camayeca
- Campo Gastélum
- Cohuibampo
- El Guayabo
- Goros Pueblo
- Huatabampito
- La Fortuna
- Los Suárez
- San Antonio
- San Diego
- Santa Teresita
- San Vicente
- Tabelojeca
- Tosalibampo

Según el censo del 2010, El Guayabo tenía una población de 1,041 hombres y 1,024 mujeres, obteniendo una población total de 2,065 habitantes.

## Personajes Ilustres

### Ing. Heriberto Valdez Romero
Nació en Zamora, Michoacán el 22 de marzo de 1910. Sus estudios de educación fueron primaria, las realizó en su natal Zamora, Michoacán, México. Se tituló y graduó de ingeniero civil en la Universidad Nacional Autónoma de México, el 10 de mayo de 1933.
El Ingeniero Heriberto Valdez Romero, quien participó en los estudios previos a la construcción de la Presa Miguel Hidalgo, siendo el responsable de iniciar la obra, pero que no pudo terminarla porque murió en esa región, víctima del desprendimiento de unas rocas del Cerro de Camayeca en las inmediaciones del canal Cahuinahua, cuando inspeccionaba dicha obra hidráulica. Cuando el ingeniero inspeccionaba el canal Cahuinahua se derrumbó una parte del cerro de Camayeca, y por tratar de salvar del peligro a unos niños, desafortunadamente le tocó a él ser sepultado por las rocas a finales de 1953, pero sobrevivió y después de haber sido sometido a varias operaciones murió el 24 de agosto de 1955. Fue sepultado en El Fuerte, Sinaloa, en las afueras de los túneles de la presa Miguel Hidalgo y Costilla, en una pequeña colina, donde se puede notar una placa con letras de bronce, que dice: "El pueblo al ingeniero Heriberto Valdez Romero".
En honor al Ingeniero Heriberto Valdez Romero, que proyectó e inició la construcción de la Presa Miguel Hidalgo y Costilla, y los canales Sicae y Cahuinahua, siendo estas obras de gran importancia para la región, fue reconocido por su lucha en el mejoramiento del nivel de vida y por su loable empeño en servir a la prosperidad de los habitantes de todo el Norte de Sinaloa, ganándose el cariño y la simpatía de la población de ese tiempo. Siendo la margen derecha del Río Fuerte, y en colaboración de los habitantes del Ejido “El Guayabo”, se puso su nombre a la Sindicatura el 1 de mayo de 1958, llamándose desde esa fecha "Sindicatura Heriberto Valdez Romero".
Ocupó y realizó las siguientes obras:
- Participó en la construcción de la carretera México-Laredo.
- Ingresó a la comisión Nacional de Irrigación, siendo enviado a la ciudad de Culiacán, Sinaloa, en 1941.
- Desempeñó el cargo de Jefe del distrito de Riego No. 10 del Río Tamazula. Fue trasladado a México siendo designado jefe del Departamento de Estudios y Proyectos. Regresan a Sinaloa para encargarse de terminar la construcción de la Presa Sinaloa.
- En 1943, llegó a la ciudad de Los Mochis para construir el Mercado Municipal y 90 casas-habitación para ejidatarios cañeros.
- Construyó el edificio Couglan (antes V. H. Centro).
- Fue responsable de la construcción de los canales “Sicae” y “Cahuinahua”, ya como presidente de la junta local de irrigación.
- Fue el primer vocal ejecutivo de la comisión del Río Fuerte, creada en 1951 por acuerdo del Presidente de México, el C. Lic. Miguel Alemán Valdez.
- Participó en los estudios previos a la construcción de la presa Miguel Hidalgo, siendo el responsable de iniciar la construcción.[11]

## Educación[8][12][13]

### Educación básica y media superior
- Cobaes 58 Ing. Heriberto Valdez Romero
- Escuela Secundaria Técnica N.º 12
- Escuela Primaria Juan Escutia
- Jardín de Niños 1.º de Mayo